# Размишљај као мушкарац 2
Размишљај као мушкарац 2 (енгл. Think Like a Man Too) амерички је љубавно-хумористички филм из 2014. године у режији Тима Сторија, по сценарију Дејвида А. Њумана и Ките Меримана. Наставак је филма Размишљај као мушкарац из 2012. године, а темељи се на књизи Понашај се као дама, размишљај као мушкарац Стива Харвија. Ансамблску поделу улога предводе Мајкл Или, Меган Гуд, Реџина Хол, Теренс Џенкинс, Тараџи П. Хенсон, Романи Малко, Габријела Јунион, Џери Ферара, Венди Маклендон Кови, Гари Овен, Ла Ла Ентони и Кевин Харт.
Премијерно је приказан 20. јуна 2014. године. За разлику од свог претходника, добио је негативне критике и остварио слабији комерцијални успех, зарадивши 70,2 милиона долара наспрам буџета од 24 милиона долара.

## Радња
Сви парови су се вратили на венчање у Лас Вегасу, али се планови за романтични викенд покваре када их разне незгоде доведу у компромитујуће ситуације које прете да поремете велики догађај.

## Улоге
| Глумац               | Улога   |
| -------------------- | ------- |
| Кевин Харт           | Седрик  |
| Мајкл Или            | Доминик |
| Тараџи П. Хенсон     | Лорен   |
| Теренс Џенкинс       | Мајкл   |
| Реџина Хол           | Кендис  |
| Џери Ферара          | Џереми  |
| Габријела Јунион     | Кристен |
| Романи Малко         | Зик     |
| Меган Гуд            | Маја    |
| Венди Маклендон Кови | Тиш     |
| Гари Овен            | Бенет   |
| Венди Вилијамс       | Гејл    |
| Адам Броди           | Ајзак   |
| Келси Грамер         | Ли      |
| Дрејк                | себе    |